# Блакмон, Тристан
Три́стан Майкл Бла́кмон (англ. Tristan Michael Blackmon; 12 августа 1996, Лас-Вегас, Невада, США) — американский футболист, защитник клуба «Ванкувер Уайткэпс».

## Карьера

### Университетский футбол
В 2014—2017 годах Блакмон обучался в Тихоокеанском университете по специальности «Здоровье, физическая культура и спортивные науки» и играл за университетскую футбольную команду «Пасифик Тайгерз». В Национальной ассоциации студенческого спорта сыграл 70 матчей, в 68 из них выйдя в стартовом составе, забил 16 мячей и отдал девять результативных передач. На первом и втором курсах играл на позиции нападающего, а на третьем и четвёртом курсах — на позиции защитника. В 2014 году был включён во вторую символическую сборную Конференции Западного побережья. В 2016 году был включён в первую символическую сборную Конференции Западного побережья и во вторую всеамериканскую символическую сборную. В 2017 году был включён в первую символическую сборную Конференции Западного побережья и был назван лучшим игроком оборонительного плана Конференции Западного побережья.
В студенческие годы также выступал в Премьер-лиге развития ЮСЛ: в 2016 году — за клуб «Ориндж Каунти U-23», в 2017 году — за клуб «Берлингейм Дрэгонз».

### Клубная карьера
19 января 2018 года на Супердрафте MLS Блакмон был выбран под общим третьим номером новичком лиги, ФК «Лос-Анджелес». Клуб подписал с ним контракт 22 февраля, включив его в дополнительный состав. Его профессиональный дебют состоялся 4 марта в матче стартового тура сезона 2018 против «Сиэтл Саундерс», в котором он вышел на замену на 80-й минуте вместо Марко Уреньи. 15 августа Блакмон был отдан в аренду клубу USL «Финикс Райзинг». Дебютировал за «Финикс Райзинг» 22 августа в матче против «Сан-Антонио». Во всех восьми матчах за «Финикс Райзинг» выходил в стартовом составе, включая финал Кубка USL 2018, проигранный «Луисвилл Сити». 14 марта 2019 года Блакмон вновь отправился в аренду в «Финикс Райзинг». 24 мая в матче «Лос-Анджелеса» против «Монреаль Импакт» забил свой первый гол в профессиональной карьере. 8 января 2020 года Блакмон продлил контракт с «Лос-Анджелесом» на три года, до конца сезона 2022, с опцией на сезон 2023.
14 декабря 2021 года клуб «Шарлотт» выбрал Блакмона на Драфте расширения MLS, после чего продал его клубу «Ванкувер Уайткэпс» за $475 тыс. в общих распределительных средствах. За «Кэпс» он дебютировал 26 февраля 2022 года в матче стартового тура сезона против «Коламбус Крю». 17 марта Блакмон продлил контракт с «Ванкувер Уайткэпс» до конца сезона 2023 с опциями на сезоны 2024 и 2025. 20 марта в матче против своего бывшего клуба «Лос-Анджелес» забил свой первый гол за «Кэпс». 26 июля в финале Первенства Канады 2022 против «Торонто» реализовал победный пенальти в послематчевой серии. По окончании сезона 2023 «Ванкувер Уайткэпс» задействовал опционы продления контракта с Блакмоном на сезоны 2024 и 2025. 29 января 2024 года Блакмон продлил контракт с «Ванкувер Уайткэпс» до конца сезона 2027.

### Международная карьера
5 января 2021 года Блакмон впервые получил вызов в сборную США, в ежегодный январский тренировочный лагерь. В заявку на товарищеский матч со сборной Тринидада и Тобаго 31 января, завершавший лагерь, он не попал из-за сотрясения мозга, полученного на тренировке.

## Достижения
Командные
 «Лос-Анджелес»
- Победитель регулярного чемпионата MLS: 2019

 «Ванкувер Уайткэпс»
- Победитель Первенства Канады: 2022, 2023

## Статистика выступлений
| Выступление             | Выступление      | Выступление      | Лига | Лига | Плей-офф | Плей-офф | Кубок | Кубок | Континент | Континент | Итого | Итого |
| Клуб                    | Лига             | Сезон            | Игры | Голы | Игры     | Голы     | Игры  | Голы  | Игры      | Голы      | Игры  | Голы  |
| ----------------------- | ---------------- | ---------------- | ---- | ---- | -------- | -------- | ----- | ----- | --------- | --------- | ----- | ----- |
| Лос-Анджелес            | MLS              | 2018             | 10   | 0    | 0        | 0        | 2     | 0     | —         | —         | 12    | 0     |
| Лос-Анджелес            | MLS              | 2019             | 18   | 1    | 2        | 0        | 3     | 0     | —         | —         | 23    | 1     |
| Лос-Анджелес            | MLS              | 2020             | 14   | 0    | 3        | 0        | —     | —     | 5         | 0         | 22    | 0     |
| Лос-Анджелес            | MLS              | 2021             | 22   | 1    | —        | —        | —     | —     | —         | —         | 22    | 1     |
| Лос-Анджелес            | Итого            | Итого            | 64   | 2    | 5        | 0        | 5     | 0     | 5         | 0         | 79    | 2     |
| Финикс Райзинг (аренда) | USLC             | 2018             | 5    | 0    | 3        | 0        | —     | —     | —         | —         | 8     | 0     |
| Финикс Райзинг (аренда) | USLC             | 2019             | 5    | 0    | —        | —        | —     | —     | —         | —         | 5     | 0     |
| Финикс Райзинг (аренда) | Итого            | Итого            | 10   | 0    | 3        | 0        | —     | —     | —         | —         | 13    | 0     |
| Ванкувер Уайткэпс       | MLS              | 2022             | 28   | 1    | —        | —        | 1     | 0     | —         | —         | 29    | 1     |
| Ванкувер Уайткэпс       | MLS              | 2023             | 30   | 2    | 2        | 0        | 3     | 0     | 7         | 1         | 42    | 3     |
| Ванкувер Уайткэпс       | MLS              | 2024             | 0    | 0    | —        | —        | —     | —     | 2         | 0         | 2     | 0     |
| Ванкувер Уайткэпс       | Итого            | Итого            | 58   | 3    | 2        | 0        | 4     | 0     | 9         | 1         | 73    | 4     |
| Всего за карьеру        | Всего за карьеру | Всего за карьеру | 132  | 5    | 10       | 0        | 9     | 0     | 14        | 1         | 165   | 6     |

Источники: Transfermarkt, Soccerway, Football Database EU.